# Wetherby (film)
Wetherby is een Britse dramafilm uit 1985 onder regie van David Hare. Hij won met deze film de Gouden Beer op het filmfestival van Berlijn.

## Verhaal
John Morgan is een vreemde in het stadje Wetherby, die zelfmoord pleegt in de keuken van Jean Travers. Naar aanleiding van het incident wil ze de onderlinge verhoudingen in de stad onderzoeken. Ze organiseert daarom een etentje.

## Rolverdeling
| Acteur           | Personage          |
| ---------------- | ------------------ |
| Vanessa Redgrave | Jean Travers       |
| Ian Holm         | Stanley Pilborough |
| Judi Dench       | Marcia Pilborough  |
| Tim McInnerny    | John Morgan        |
| Stuart Wilson    | Mike Langdon       |
| Suzanna Hamilton | Karen Creasy       |
| Tom Wilkinson    | Roger Braithwaite  |
| Marjorie Yates   | Verity Braithwaite |
| Joely Richardson | Jonge Jean         |
| Katy Behean      | Jonge Marcia       |
| Robert Hines     | Jim Mortimer       |